# Beril
Beril je mineral, berilijev aluminijev ciklosilikat s kemijsko formulo Be3Al2[Si6O18]. Kristali berila so lahko zelo majhni ali veliki do nekaj metrov. Popolni kristali so relativno redki. Čisti beril je brezbarven, nečistoče pa ga obarvajo, najpogosteje zeleno, modro, rumeno rdeče ali belo.  Beril ima školjkast lom, trdoto 7,5-8 in gostoto 2,63-2,80 g/cm3. Ima steklast sijaj in je lahko prozoren do polprozoren. Razkolnost je slaba po osnovnem pinakoidu. Kristali imajo obliko diheksagonalne bipiramide.
Beril je zgrajen iz medsebojno povezanih šestčlenskih obročev [Si6O18], ki so razporejeni eden nad drugim. Med obroči so kanali, v katere se lahko vrinejo kationi, na primer Na, K, Li, Cs in Ca  ali celo molekule vode. Primesi beril značilno obarvajo. Na primerkih iz Brazilije se pojavlja asterizem.
Beril se lahko na več načinov proizvede sintetsko.

## Nahajališča
Večina raznobarvnih berilov se nahaja v granitnih pegmatitih, sljudnih skrilavcih (Ural) in apnencih (Kolumbija). Pogost je tudi v kositrovih in volframovih rudah. Največja nahajališča berila so na Norveškem, v Avstriji, Nemčiji, Švedski (predvsem morganit), Irski, Braziliji, Kolumbiji, na Madagaskarju, Rusiji in Južni Afriki, ZDA in Zambiji.
Med največje kristale berila spadajo kristali iz pegmatitov v Novi Angliji, ki so imeli dimenzije 5,5 x 1,2 m in maso skoraj 18 ton. Največji znani kristal katerega koli minerala je bil kristal berila, ki so ga našli  na Madagaskarju. Kristal je bil dolg 18 m in je imel premer 3,5 m.

## Podvrste
Podvrste berila so že od prazgodovine cenjeni dragi kamni.

### Akvamarin in maksis
Akvamarin (iz latinskega aqua marina, morska voda) je modra ali tirkizna različica berila. Najlepši primerki so iz Rusije. Živo rumeni beril se imenuje tudi akvamarin krizolit, akvamarin s primesmi korunda, ki je značilno modro obarvan, je orientalski akvamarin, temno modra različica akvamarina pa maksis. Njegova barva na sončni svetlobi ali pri segrevanju zbledi, vendar se v temi oziroma po ohladitvi  povrne.
Svetlo modro barvo akvamarina povzročajo ioni Fe2+. Primesi ionov Fe3+ dajejo zlato rumeno barvo, primesi obeh ionov pa še temnejšo modro barvo kot jo ima maksis. Razbarvanje maksisa zaradi svetlobe ali toplote je posledica prenosa naboja med Fe3+ in Fe2+ ioni. Temno modra barva maksisa lahko z obsevanjem  z energijsko bogatimi žarki gama, nevtroni ali celo rentgenskimi žarki preide v zeleno, rožnato ali rumeno barvo.
Najpomembnejša nahajališča akvamarina so v Braziliji, Kolumbiji, Zambiji, Madagaskarju,  Malaviju, Tanzaniji in Keniji.
Največji znani akvamarin so našli leta 1910 v Marambaji, Brazilija. Kristal je bil 48,5 cm dolg in je imel premer 42 cm. Tehtal je več kot 110 kg.

### Smaragd
Smaragd je beril, ki ga zeleno obarvajo sledovi kroma, včasih tudi vanadija. Njegovo ime je nastalo iz grške besede  σμάραγδος (smaragdos), ki pomeni "zeleni dragulj", ta pa je nastala iz semitske besede אזמרגד (izmargad) ali sanskrtske besede मरकन (markata), ki pomenita "zelen". V večini smaragdov je mnogo vključkov, zato so krhki in na splošno manj uporabni.
V antiki so smaragde kopali v Egiptu, Avstriji in dolini Swat v severnem Pakistanu.
Redko vrsto smaragda, tako imenovani trapiche smaragd, včasih najdejo v Kolumbiji. V tem smaragdu se pojavlja asterizem, ki ga povzroča onečiščenje z ogljikom. Ime je dobil po mlinskem kolesu za mletje sladkornega trsa. Tudi drugi kolumbijski smaragdi spadajo zaradi svoje čistoče in barve med najbolj cenjene smaragde. Nahajališča smaragdov so tudi v Zambiji, Braziliji, Zimbabveju, Madagaskarju, Pakistanu, Indiji, Afganistanu and Rusiji.
Smaragdi se že od leta 1964 proizvajajo tudi sintetsko.

### Zlati beril in heliodor
Zlati beril je lahko bledo rumene do blesteče zlate barve. V nasprotju s smaragdom ima zelo malo pomanjkljivosti. Ime zlati beril se včasih zamenjuje s heliodorjem (iz grškega ἥλιος (hēlios) - "sonce" + δῶρον (dōron ) -  "dar"), čeprav se nanaša samo na čisto rumene ali zlato rumene odtenke, medtem ko se heliodor nanaša na zeleno rumene odtenke. Zlato rumeno barvo mu dajejo ioni Fe3+.  Zlati beril in heliodor sta draga kamna. Največji obdelani zlati beril je verjetno brezhibni 2054 karatni dragulj, ki je razstavljen v Hall of Gems, Washington, D.C..

### Gošenit
Brezbarvni beril se imenuje gošenit. Ime je dobil po mestu Goshen v Massachusettsu, ZDA, kjer so ga prvič opisali.  Vsi obarvani berili so obarvani zaradi nečistoč, zato bi pričakovali, da je brezbarvni gošenit najčistejši beril. Predpostavka pogosto ni pravilna, ker lahko nekateri elementi inhibirajo barvo. Gošenit se nahaja skoraj na vseh nahajališčih berila. V preteklosti se je zaradi prozornosti uporabljal za izdelavo leč za očala, sedaj pa se uporablja predvsem v draguljarstvu in kot surovina za pridobivanje berilija.
Cena nakita iz gošenita je relativno nizka. Goshenit se z obsevanjem z energijsko bogatimi delci lahko obarva rumeno, zeleno, rožnato ali modro. Možni so tudi vmesni odtenki. Barva je odvisna od vsebnosti nečistoč, predvsem Ca, Sc, Ti, V, Fe in Co.

### Morganit
Morganit ali rožnati beril je redka, zelo kakovostna vrsta berila, ki ga obarvajo ioni Mn2+. Obstajata tudi oranžna in rumena različica morganita. Rumeno barvo se lahko odstrani s segrevanjem ali s sevanjem.
Rožnati beril so prvič odkrili leta 1910 na Madagaskarju. Decembra istega leta ga je New York Academy of Sciences v čast svojemu donatorju J. P. Morganu imenovala morganit.
Največji morganit so odkrili leta 1989 v Bennett Quarry v ameriški državi Maine in ga imenovali "The Rose of Maine". Kristal je bil 23 cm dolg. Njegov premer je meril okrog 30 cm.

### Rdeči beril
Rdeči beril, poznan tudi kot rdeči smaragd in škrlatni smaragd, je rdeča različica berila, ki so ga našli v ameriški državi Utah in prvič opisali leta 1904.  Njegovo prvotno ime biksbit so kasneje preklicali, da ne bi prihajalo do zamenjav z mineralom biksbiitom, ki se tudi imenuje po mineralogu  Maynardu Bixbyju. Rdečo barvo mu dajejo ioni Mn3+. Nahajališča berilov so običajno pegmatiti in nekatere metamorfne kamnine, rdeči beril pa se pojavlja v topaznih riolitih.  